# Antic regne romanès
L'antic regne romanès (en romanès: Vechiul Regat o simplement Regat; alemany: Regat o Altreich) és un terme col·loquial que fa referència al territori cobert pel primer estat nacional romanès independent, que estava format pels principats romanesos: Valàquia i Moldàvia.
La unió dels dos principats es va aconseguir quan, sota els auspicis del tractat de París (1856), els divans ad hoc d'ambdós països, que aleshores es trobaven sota la sobirania de l'Imperi Otomà, van votar Alexander Ioan Cuza com a príncep. Aquest procés va aconseguir una unificació de facto amb el nom de Principats Units de Moldàvia i Valàquia. La mateixa regió es defineix pel resultat d'aquell acte polític, seguit de la Guerra d'Independència de Romania, la inclusió de la Dobrutja del Nord i el trasllat de la part sud de Bessaràbia a l'Imperi Rus el 1878, la proclamació del Regne de Romania a 1881 i l'annexió de la Dobruja meridional el 1913.
El terme va entrar en ús després de la Primera Guerra Mundial, quan l'Antic Regne es va convertir en la Gran Romania, després d'incloure Transsilvània, Banat, Bessaràbia i Bucovina. El terme ara té principalment rellevància històrica i s'utilitza d'una altra manera com a terme comú per a totes les regions de Romania incloses tant a l'Antic Regne com a les actuals fronteres (Valàquia, Moldàvia i Dobrutja del Nord).

## Galeria

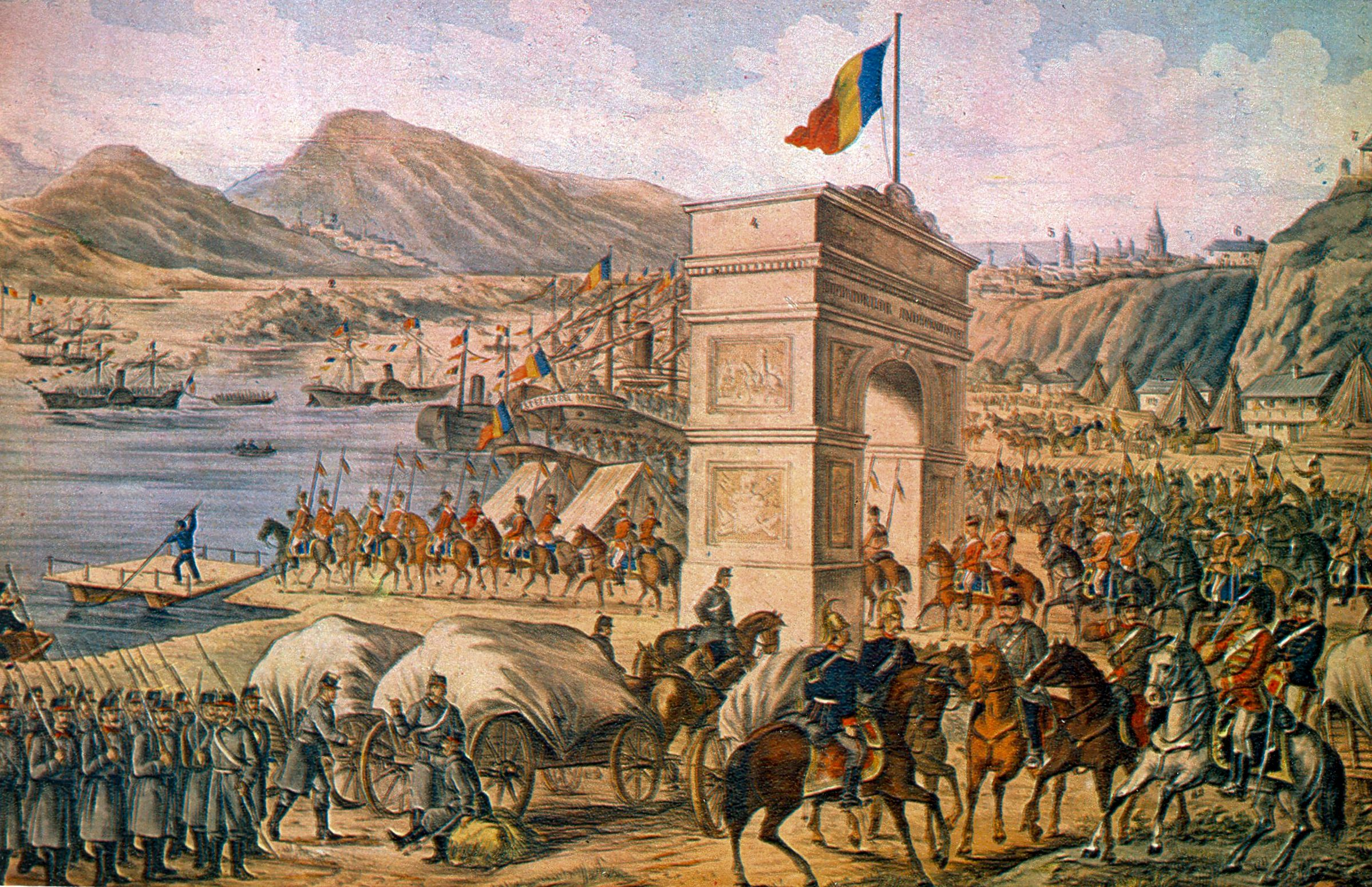
L'exèrcit romanès que creua el Danubi durant la Guerra d'Independència de Romania (1878)
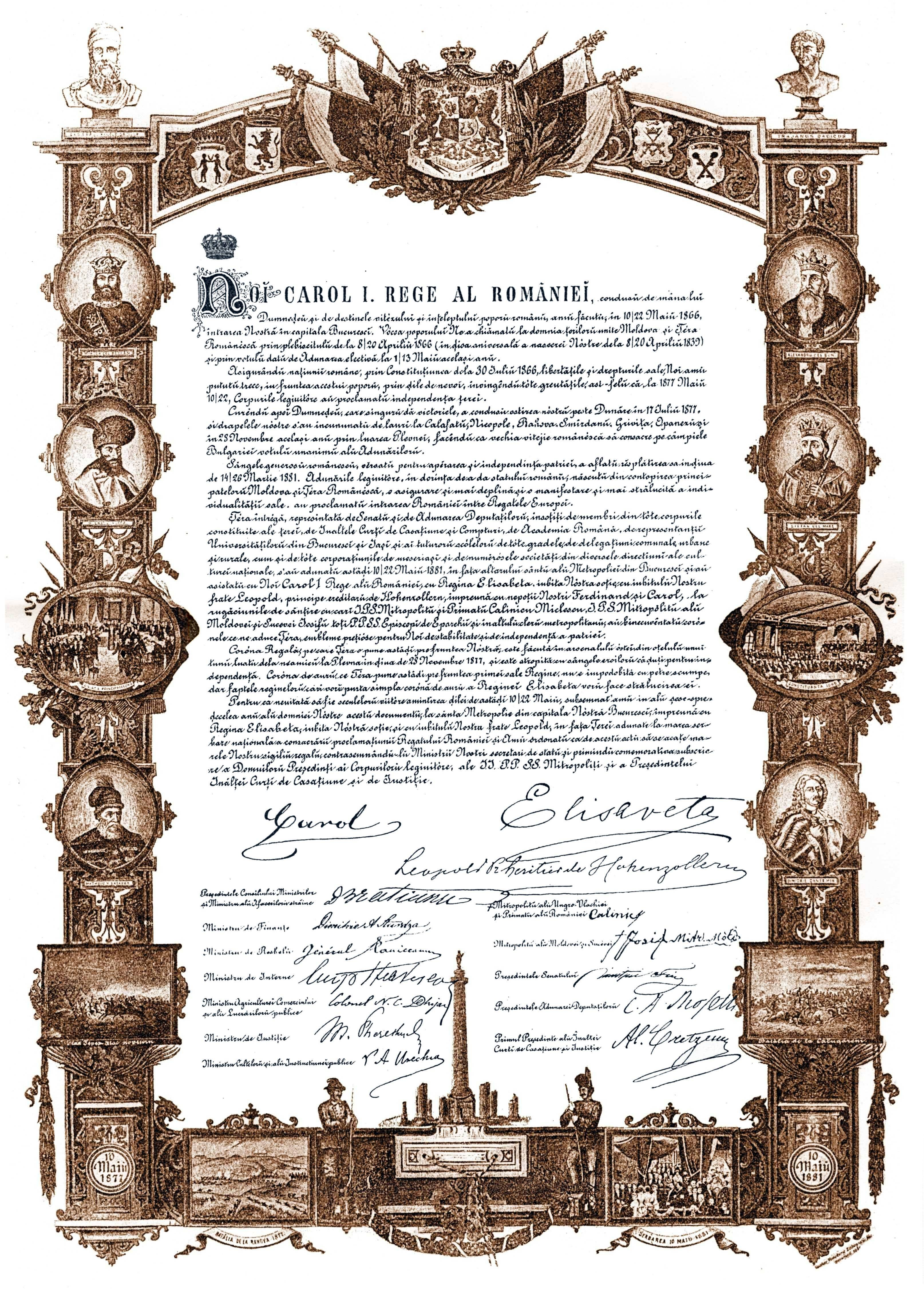
Acte de proclamació del Regne de Romania
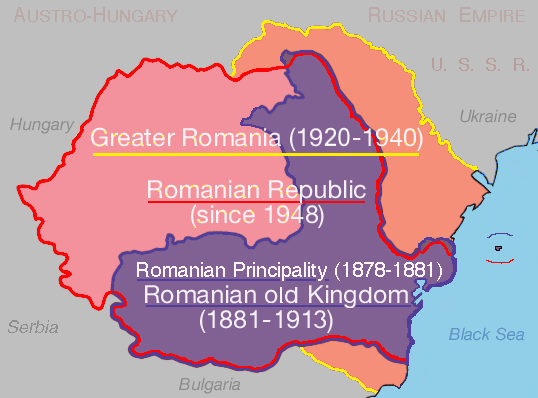
Canvi a les fronteres de Romania des del 1881 (el Regne Antic està marcat amb porpra)
L'escut romanès (1881-1921)
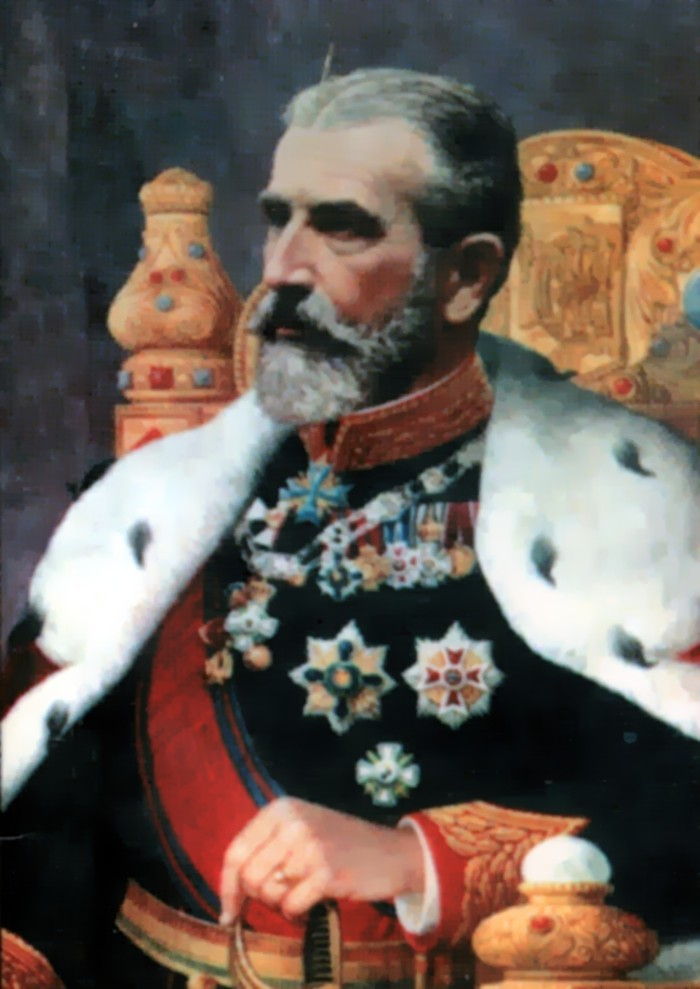
El rei Carol I (governat el 1866–1914)
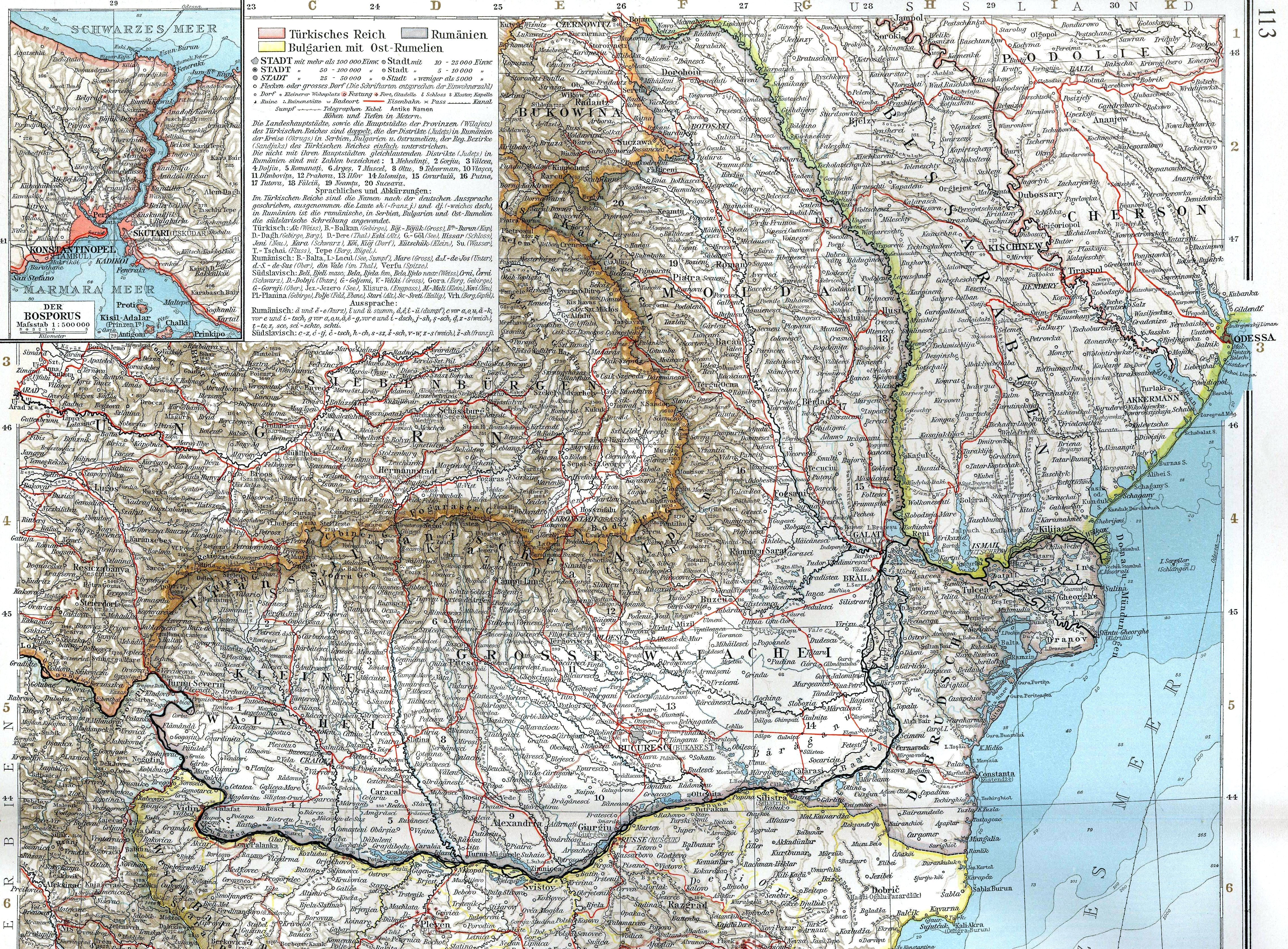
Mapa alemany de l'Antic Regne de 1901
L'antic regne romanès a Europa (1914)
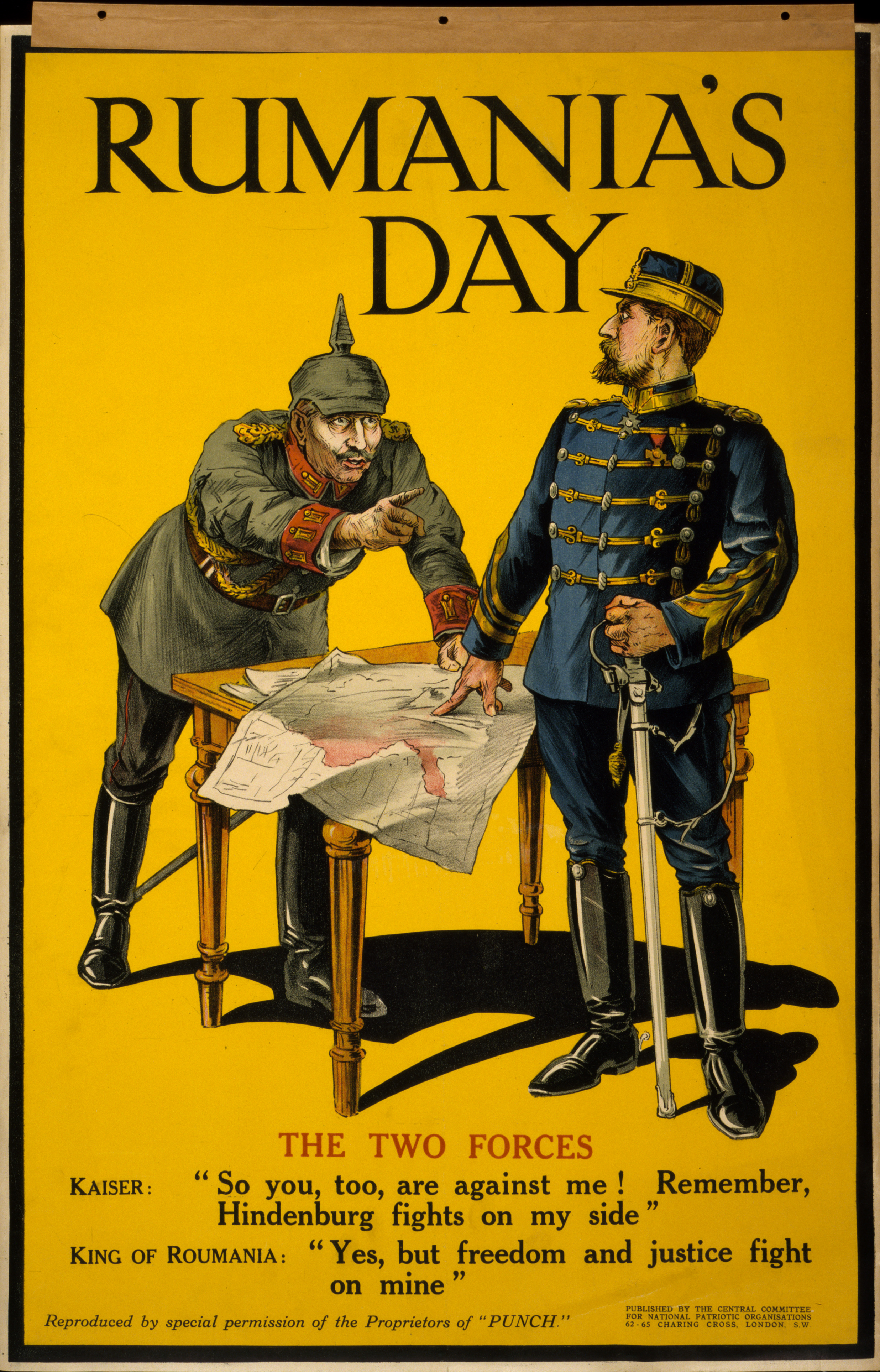
Cartell britànic que felicita l'entrada de Romania a la Primera Guerra Mundial en nom de l'Antesa